# Ferdinand Konrad Bellermann

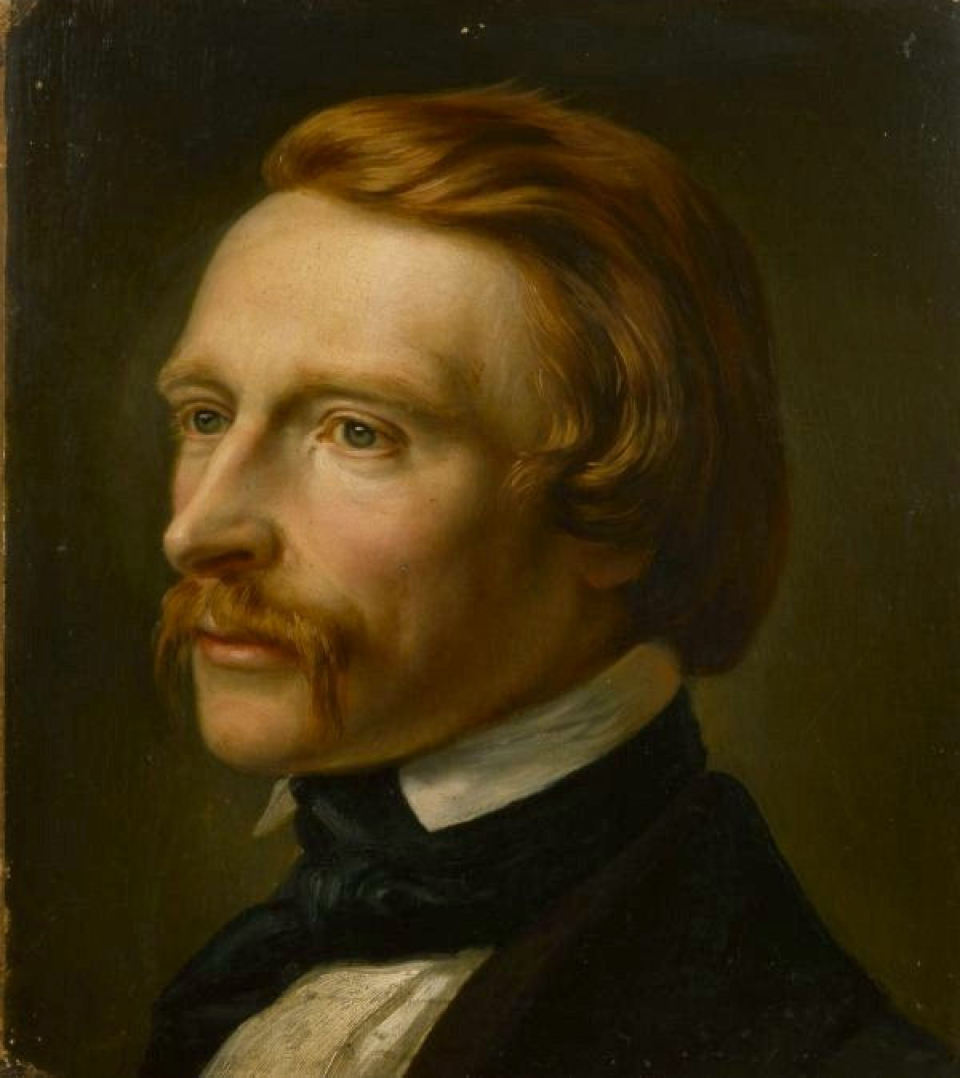
Ferdinand Bellerman porträtterad av Carl Steffeck.

Ferdinand Konrad Bellermann, född den 14 mars 1814 i Erfurt, död den 11 augusti 1889 i Berlin, var en tysk landskapsmålare.
Bellermann, som var lärjunge till Schirmer, var sedan 1866 professor vid konstakademien i Berlin. 
Han är mest bekant för sina norska berglandskap och sina framställningar av Sydamerikas tropiska vegetation.

## Galleri

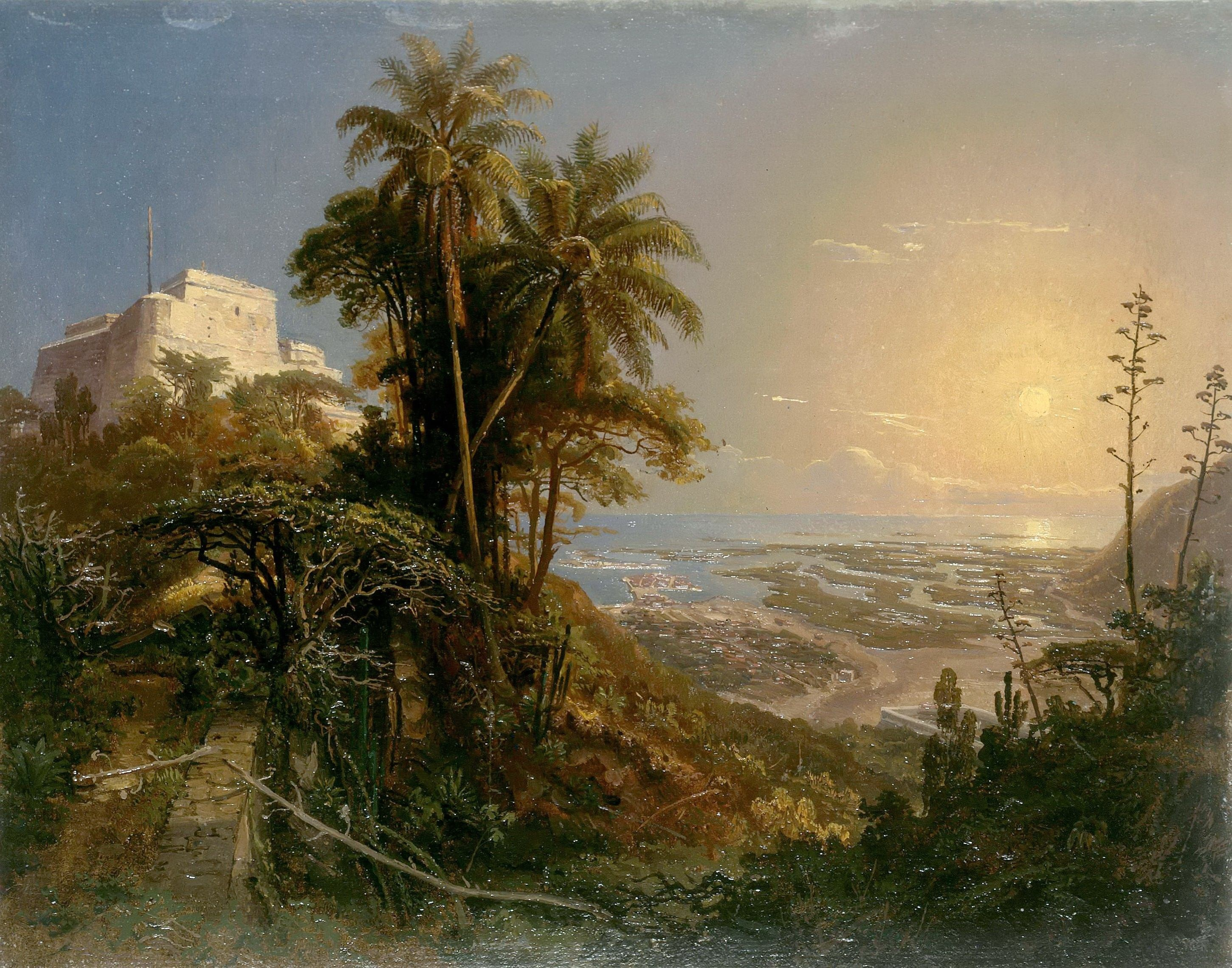
Vista de Puerto Cabello (1843)
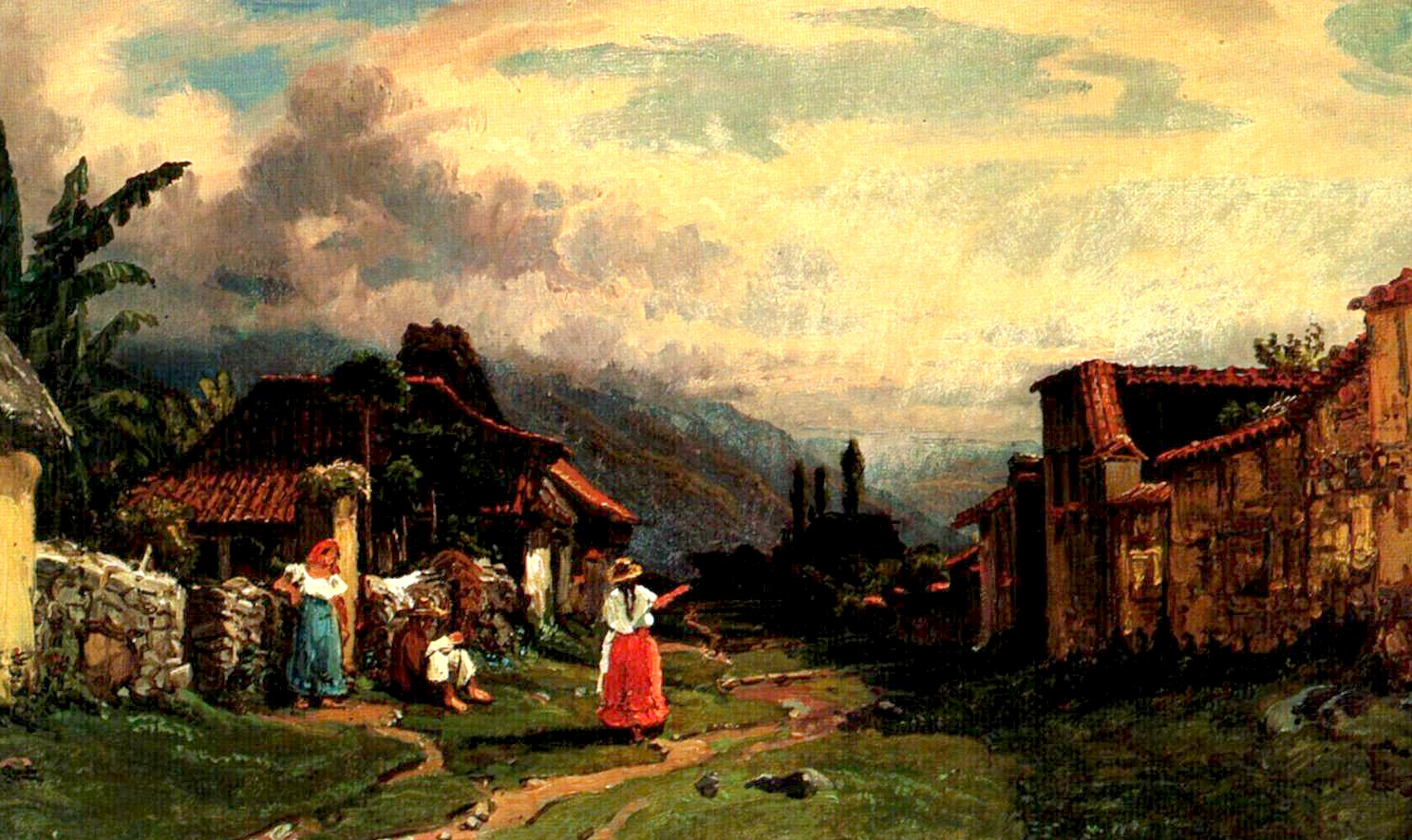
Calle de Mérida con paisaje (1844–45)
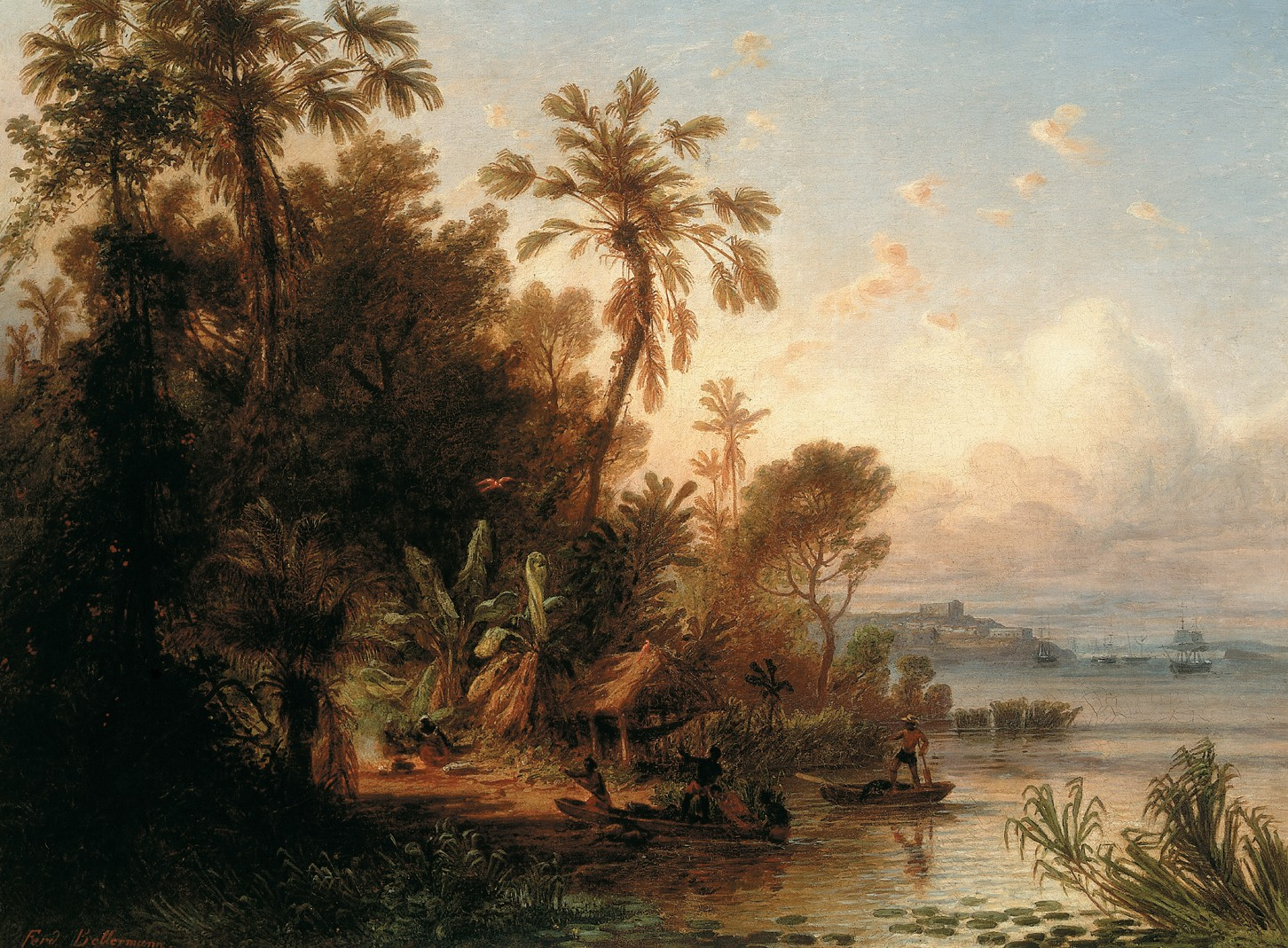
En el Orinoco (1860)